# Zellertal (Bayerischer Wald)
Das Zellertal, auch  Zeller Tal, ist eine Talsenke am nördlichen Rand des Bayerischen Waldes.

## Geographie
Das Tal zieht sich von Bodenmais Richtung Nordwesten über Drachselsried, Arnbruck und Traidersdorf bis zum Tal des Weißen Regens bei Bad Kötzting. Zwischen Kötzting und Langdorf führt die Staatsstraße 2132 hindurch.
Nordöstlich ragen der Kaitersberg  (1133 m) und schließlich der Große Arber (1456 m) empor, nach Südwesten der deutlich niedrigere Weigelsberg (898 m) und, an der Talverlängerung, der Kronberg (984 m).
Beim Bodenmaiser Ortsteil Mais liegen die Quellen des Haberbühlbaches. Er durchfließt das Tal bis Drachselsried und vereinigt sich dort mit dem von Norden kommenden, bei Hötzelsried entspringenden Röhrlbach zum Asbach. Dieser fließt durch ein südliches Seitental zum Schwarzen Regen. Nördlich von Arnbruck liegen die Quellen des Gruberbaches. Er durchquert das Tal in dessen weiterem Verlauf bis Bad Kötzting und mündet dort in den Weißen Regen.

## Geomorphologie
Im Zellertal steht Pfahlschiefer eines Nebenpfahls an, siehe Pfahl. Dieser zieht sich in der Verlängerung des Tals über nordöstlich Langdorfs bis Bettmannsäge. Geomorphologisch verlängert sich das Tal noch weiter, jedoch in etwas abgeschwächter Form nach Südosten bis Spiegelau.

## Naturräumliche Zuordnung
Naturräumlich wird das Tal wie folgt zugeordnet und gegliedert:
- (zu 404 Regensenke)
- 404.6 Bodenmais-Kötztinger Senke
  - 404.60–404.66 ≈ Zellertal
    - 406.60 Bodenmaiser Kessel
    - 406.61 Arnbrucker Tal
    - 406.62 Traidersdorfer Tal

  - 406.63 Kötztinger Becken

Das Kötztinger Becken reicht am Lauf des Weißen Regens von Hohenwarth über Grafenwiesen und Bad Kötzting bis zur Vereinigung mit dem Schwarzen Regen und Letzteren aufwärts bis zum Ortsteil Sackenried. Auch der vereinigte Regen bei Blaibach gehört dazu. Neben dem Zellertal nimmt das Becken auch noch, weiter nördlich, den Lamer Winkel auf. Prinzipiell ist das Becken geomorphologisch deutlich verschieden von den beiden aufgenommenen Tälern und wird landläufig nicht mit dem Zellertal zusammengefasst.
Während das Kötztinger Becken eine natürliche Randsenke des Hügellandes der Regensenke darstellt, wird das Zellertal – wie ja auch der Lamer Winkel – landläufig als Bestandteil des Hinteren Bayerischen Waldes aufgefasst. Es gliedert sich in seiner Verlaufsrichtung nach zwei Niederwasserscheiden. Das Traidersdorfer Tal entwässert über den Kaitersbach nach Nordwesten zum Weißen Regen. Im Arnbrucker Tal fließen sich zwei Quellläufe des Asbachs entgegen, der nach Süden schließlich den Wurzer Spitz-Weigelsbergzug durchbricht und den Südostgipfel Wolfgangriegel (876 m) abtrennt. Im Bodenmaiser Kessel schließlich treffen sich die fächerartig zusammenfließenden Hauptstränge des Rothbachs, der den Wolfgangriegel vom Kronbergkamm trennt.